# Аджайи, Гуднесс
Гуднесс Охиремен Аджайи (англ. Goodness Ohiremen Ajayi; 6 октября 1994, Бенин-Сити, Нигерия) — нигерийский футболист, нападающий. 

## Карьера
Гуднесс начал заниматься футболом с 10 лет. Аджайи тренировался в Футбольной академии Абуджи.
В конце 2012 года нападающего, а также несколько его одноклубников приобрела «Риека». В течение полугода Аджайи выступал за молодёжную команду хорватского клуба.
12 июля 2013 года нигериец дебютировал в основной команде, выйдя в стартовом составе в игре против клуба «Истра 1961». Всего шесть дней спустя Аджайи впервые вышел на поле в еврокубках во встрече квалификационного раунда Лиги Европы против валлийского «Престатин Таун». 10 мая 2014 года Гуднесс во игре с «Локомотивой» отметился первым забитым голом.
Всего в своём первом сезоне в «Риеке» нападающий провёл 14 матчей и забил 1 мяч.